# Arithmétique de fins de Hilbert
L'arithmétique de fins de Hilbert est une construction due à David Hilbert. Elle reconstitue l'ensemble des nombres réels ainsi que les deux opérations de sa structure de corps à partir d'un modèle du plan hyperbolique de Lobatchevsky, par des constructions géométriques simples.

## Sources
- (en) Cet article est partiellement ou en totalité issu de l’article de Wikipédia en anglais intitulé « Hilbert's arithmetic of ends » (voir la liste des auteurs).